# Larry Walters

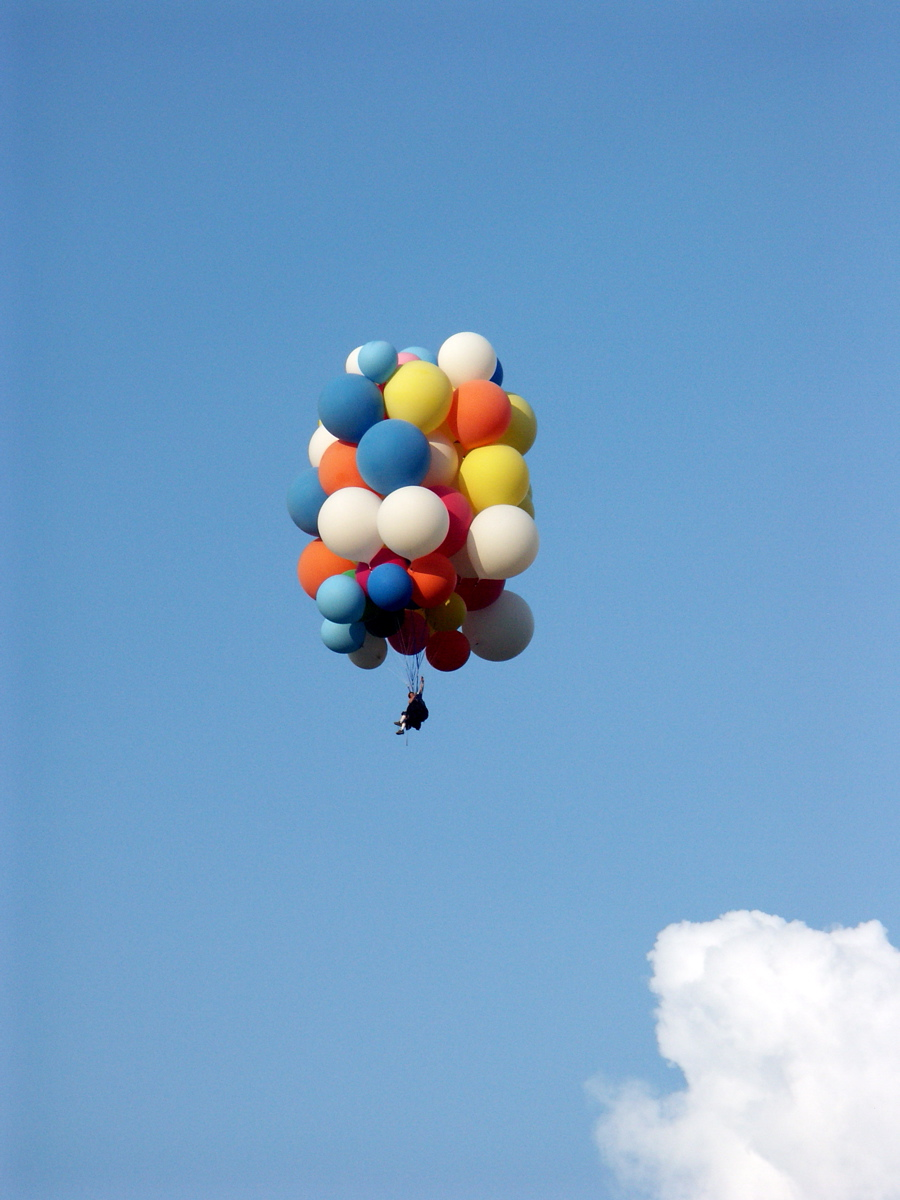
Cluster Ballooning als Extremsport betrieben

Lawrence Richard Walters, kurz Larry Walters (* 19. April 1949; † 6. Oktober 1993), wurde als Lawnchair Larry („Gartenstuhl-Larry“), auch Lawn Chair Pilot („Gartenstuhl-Pilot“), weltbekannt. Am 2. Juli 1982 unternahm er einen abenteuerlichen Flug mit einem selbstgebauten Fluggefährt, getauft die „Inspiration I“, das aus einem Gartenstuhl bestand, der an heliumgefüllten Wetterballons befestigt war.

## Geschichte
Aus Erzählungen wird berichtet, dass Larry Walters schon immer fliegen wollte, er aber aufgrund seiner Sehschwäche bei der USAF, Luftwaffe der Vereinigten Staaten von Amerika, abgelehnt wurde. Schon mit 13 Jahren soll er jedoch die Idee gehabt haben, mit Heliumballonen, die er in einem Militärshop, in dem Überbestände der Navy angeboten wurden, gesehen hatte, in die Luft zu steigen. In diesen Kindertagen schwebte ihm vor, einige dieser Ballone an seinem Gartenstuhl zu befestigen, etwa zehn Meter abzuheben und nach ein paar Stunden wieder zu Boden zu sinken, indem er mit einem Luftgewehr einige Ballone zerschießen werde.
Es dauerte bis ins Jahr 1982, bis er diese Idee tatsächlich umsetzte. Er lernte Fallschirmspringen. Zusammen mit seiner Lebensgefährtin machte er sich daran, ein Fluggefährt mit Wetterballonen zu bauen. Sie kauften 45 Stück Wetterballone (je nach Angabe von 2 m bzw. 7 Fuß Größe) und Heliumgasflaschen. Um dabei keinen Verdacht zu erregen, nutzten sie einen gefälschten Auftrag seines angeblichen Arbeitgebers, den „FilmFair Studios“, die die Ballone für einen TV-Werbespot bräuchten. Im Garten des Hauses seiner Freundin in San Pedro (Kalifornien) begannen sie dann mit dem Zusammenbau. Die Ballone wurden dabei an einem Aluminium-Gartenstuhl befestigt und mit Helium aus den Flaschen befüllt. Er nahm neben dem Luftgewehr auch Wasserkanister, einen Fallschirm, ein CB-Funkgerät, Sandwiches, 2 Liter Cola und eine Kamera mit. In die ganze Aktion investierte er etwa 4000 Dollar.
Er schnallte sich auf dem Stuhl fest, und seine Lebensgefährtin kappte die erste von drei Halteleinen, die an seinem Geländewagen befestigt waren. Durch den ungeahnt großen Auftrieb des Ballonbündels rissen die anderen zwei Leinen, bevor die Frau sie durchschneiden konnte. Ursprünglich hatte Larry Walters erwartet, etwa 100 Fuß (ca. 30 m) aufzusteigen, stieg jedoch tatsächlich rasch auf 16.000 Fuß (etwa 4900 m). Während der instabilen Fahrt traute er sich nicht, einige der Ballone zu zerschießen, da er befürchtete, abzukippen. Er driftete über Long Beach hinweg und schließlich in die Einflugschneise des Long Beach Airport, wo er von Piloten anfliegender Flugzeuge gesichtet wurde. Wissend, dass er in eine Luftstraße geraten war, funkte er aufgrund des ungeahnten Flugverlaufes mit dem CB-Gerät über den allgemein gültigen Notrufkanal den Tower des Flughafens an. Vor Aufregung kam er auch nicht dazu, mit seiner Kamera Bilder zu machen.
Nach etwa 45 Minuten in der Luft zerschoss er schließlich doch einige der Ballone. Nach einigen Schüssen verlor er sein Gewehr und sank nun langsam zu Boden. Er wollte auf einem Golfplatz landen, trieb jedoch auf eine Kleinhaussiedlung, über deren Häuser zahlreiche Telefon- und Stromleitungen gespannt waren, zu. Zur Verringerung der Sinkrate ließ er Wasser aus den mitgeführten Ballastkanistern ab, bis sich schließlich nach einer zweistündigen Fahrt mit rund 20 km Flugstrecke einige hängende Leinen in Stromkabeln verfingen. Eine von der Polizei veranlasste zwanzigminütige Stromabschaltung in der Nachbarschaft von Long Beach ermöglichte es Walters, sich ohne Gefahr eines Stromschlages auf den Boden herunterzuhangeln. Wieder am Boden, wurde er von den Polizisten des Los Angeles Police Department, die schon auf ihn warteten, festgenommen.
Die US-Luftfahrtbehörde FAA belegte ihn anschließend mit einer Strafe von 4000 US-Dollar wegen der Verletzung von Flugregeln. Walters legte gegen das Urteil Berufung ein und wurde in zweiter Instanz zu 1500 US-Dollar Strafe verurteilt. Unter anderem vertrat das Gericht die Auffassung, dass die Belangung wegen „Führen eines zivilen Fluggefährts ohne Flugzulassung“ nichtig sei, da ein Verandastuhl keine Zulassung benötige. Walters bekannte sich nur im Punkt „Keine Zweiwegekommunikation mit der Flugsicherung“ eingerichtet zu haben, schuldig. Die FAA erkannte an, dass „Walters’ Flug wahrscheinlich gefährlich war, er aber nicht beabsichtigte, irgendjemanden zu gefährden“. Walters erklärte unverblümt, dass er, falls ihm jemand das aufwendige Abenteuer finanziert, einen zweiten Ballonflug, beispielsweise auf den Bahamas, versuchen würde.
Larry Walters wurde später eine „lobende Erwähnung“ im Darwin-Award zuteil, und er trat in mehreren Fernsehshows und anderen Medien auf. Er gab seinen Job als Kraftfahrer auf, versuchte sich einige Zeit als Motivationstrainer, konnte aber von den Auftritten letztlich nicht leben. Der Uhrenhersteller „Timex“ entdeckte ihn 1992 aufgrund seines Ballonabenteuers als Werbeträger, was ihm ein finanzielles Auskommen einbrachte. Schließlich arbeitete er bei der US-Forstaufsicht. Am 6. Oktober 1993 beging er im Angeles National Forest Suizid.

## Moderne Sagen
Larry Walters Flug steht im Zentrum vieler moderner Sagen, die die Geschichte noch deutlich abenteuerlicher machen, als sie tatsächlich war. So hatte Larry Walters während des gesamten Fluges Funkkontakt mit seiner „Bodencrew“, seiner Lebensgefährtin Carol Van Deusen und einem guten Freund Ron Richlin. Er hatte während des Flugs auch Kontakt mit REACT (Radio Emergency Associated Communication Teams, die den Notfunk auf CB-Kanal 9 überwachen), bei denen auch eine Aufzeichnung des Funkverkehrs vorliegt. Als er etwa in den Luftkorridor eindrang, belegen die Protokolle etwa folgende Sätze:
- REACT: What information do you wish me to tell them (the airport) at this time as to your location and your difficulty? (Welche Informationen sollen wir an sie (den Flughafen) weitergeben bezüglich ihrer Position und ihrer Schwierigkeiten?)
- Larry: Ah, the difficulty is, ah, this was an unauthorised balloon launch, and, uh, I know I'm in a federal airspace, and, uh, I'm sure my ground crew has alerted the proper authority. But, uh, just call them and tell them I'm okay. (Äh, die Schwierigkeit ist, äh, dies war ein unautorisierter Ballonstart, und, nun ja, ich weiß, ich bin in hoheitlichem Luftraum, und, äh, ich bin sicher, meine Bodencrew hat die zuständigen Behörden schon alarmiert. Aber, äh, ruft sie mal an und sagt ihnen Bescheid, dass ich okay bin.)[2]

Zu den fehlerhaften Elementen dieser modernen Sage gehören:
- Larry verlor beim Start wirklich seine Brille, er hatte jedoch eine Ersatzbrille dabei.[3]
- Er flog nicht in den Anflugkorridor des Los Angeles International Airport, sondern „nur“ in den des Long Beach Airport, der von Flugzeugen von TWA und Delta Air Lines angeflogen wird, die ihn sichteten und dem Tower meldeten.
- Larry flog nicht über offenes Meer, sondern landete einige Kilometer weiter in bewohntem Gebiet nordöstlich des Long-Beach-Flughafens.
- Larry verlor sein Luftgewehr nicht gleich beim Start, sondern erst, als er schon einige Ballons zerschossen hatte.[4]
- Larry kaufte die Ballons nicht in einem Militärshop, sondern bei einem spezialisierten Ballonausrüster.
- Sein Gartenstuhl war kein Klappstuhl, sondern ein recht stabiler Verandastuhl.
- Er gab den Stuhl einem Nachbarsjungen, der ihn unverändert besitzt, was ihm erst schmerzlich auffiel, als das Smithsonian Institute anfragte, ob es den Stuhl ausstellen könne.

## Cluster Ballooning
Cluster Ballooning ist ein Extremsport, bei der sich ein Ballonfahrer mittels eines Geschirrs an Heliumballons befestigt. Im Gegensatz zu Heißluftballons ist die Fahrt jedoch sehr unruhig und fast nicht zu kontrollieren. Jedoch ebenfalls im Gegensatz zu anderen Ballongefährten kann man damit schnell große Höhen erreichen – der aktuelle Guinness-Weltrekord wird von Ian Ashpole gehalten, der am 28. Oktober 2001, über Chatteris, Cambridgeshire, Vereinigtes Königreich, mit 600 Spielzeugballons eine Höhe von 11.000 Fuß (3.350 m) erreichte. Die Larry Walters zugeschriebene Höhe von 12.000 Fuß wird nicht als Rekord anerkannt, da er keinen Höhenmesser mitführte.
Am 20. April 2008 wiederholte Adelir Antonio de Carli, ein brasilianischer Priester, die Geschichte des Gartenstuhlpiloten, um für sein Projekt in Paraná zu werben. Er startete mit 1000 Ballons und erreichte eine Höhe von 6000 m bevor der Kontakt abbrach. Reste der Ballons wurden später auf offener See gefunden – die Suche wurde am 29. April abgebrochen. Am 4. Juli geborgene Körperteile konnten durch DNA-Vergleich zugeordnet werden.
Bei seiner Aktion „Ascension“ (deutsch: Aufstieg) im Jahr 2020 stieg David Blaine auf eine Höhe von knapp 25.000 Fuß (ca. 7.600 m). Er hatte Sauerstoff dabei.